# 65 Pegasi
65 Pegasi är en blåvit stjärna i huvudserien i stjärnbilden Pegasus.
65 Pegasi har visuell magnitud +4,27 och är svagt synlig för blotta ögat vid god seeing. Den befinner sig på ett avstånd av ungefär 570 ljusår.